# Burundi
Burundi (uitspraak: [buˈrundi]; ook wel: Boeroendi), officieel de Republiek Burundi, is een land in Afrika dat grenst aan Congo-Kinshasa, Rwanda en Tanzania.
In 1972 en tussen 1993 en 1999 heeft het etnische geweld tussen de Hutu- en Tutsi-stammen honderdduizenden vluchtelingen veroorzaakt en ten minste 250.000 doden. Hoewel veel vluchtelingen teruggekomen zijn uit de omringende landen, heeft het aanhoudende geweld veel anderen juist alsnog doen vluchten.

## Geschiedenis

### Protohistorie
De Urewe-cultuur is een fase van de Vroege IJzertijd in het gebied rond het Victoriameer, namelijk Kivu in Congo-Kinshasa, Rwanda, Burundi, Oeganda, het noordwesten van Tanzania en het zuidwesten van Kenia.

### Koloniale geschiedenis
Aan het einde van de 19e eeuw werd het gebied geannexeerd door Duitsland, en maakte deel uit van Duits-Oost-Afrika.
Tijdens de Eerste Wereldoorlog werd het gebied overrompeld door troepen uit Belgisch-Congo in 1916. Het Verdrag van Versailles verdeelde Duits-Oost-Afrika in verschillende delen. In 1924 kreeg België definitief een mandaat over Ruanda-Urundi van de Volkenbond. Later werd de status een Trustgebied van de Verenigde Naties.

### Na de onafhankelijkheid
Op 1 juli 1962 werd Burundi als onderdeel van Ruanda-Urundi onafhankelijk van België. Het land werd een onafhankelijk koninkrijk onder de naam Koninkrijk Burundi, met Tutsi-koning (Mwami) Mambutsa IV als staatshoofd. De koning bleek bereid enige staatkundige hervormingen door te voeren waardoor het land een enigszins democratisch karakter kreeg. Diens zoon, Ntare V, pleegde in september 1966 een staatsgreep en zette zijn vader af, liet zichzelf tot koning uitroepen en herstelde de absolute monarchie. Dit leidde tot de staatsgreep van 28 november 1966, toen staatssecretaris van Defensie Michel Micombero, een Tutsi-leider, de macht overnam. Micombero riep de Republiek Burundi uit en werd als president geïnstalleerd. Koning Ntare V, die op dat moment op staatsbezoek was, ging in ballingschap.
Micombero regeerde sindsdien per decreet en liet zich omringen door radicale Tutsi-adviseurs. Burundi werd een eenpartijstaat met de UPRONA (Unie voor Nationale Vooruitgang) als enige partij. De spanningen tussen de Tutsi-extremisten en Hutu's en Tutsi-monarchisten liepen begin 1972 hoog op. De koning werd in maart 1972 in opdracht van Idi Amin tijdens een bezoek aan Oeganda uitgeleverd aan Burundi. De koning werd in het voormalig koninklijk paleis gevangen gehouden. Na te zijn overgeplaatst naar een legergevangenis, werd Ntare V op 29 april vermoord, waarschijnlijk in opdracht van de regering. Dit was de druppel die de emmer deed overlopen en in de loop van het jaar vonden er slachtingen plaats tussen Hutu's en Tutsi's en scheidde het gebied Martyazo zich korte tijd van Burundi af. Naar schatting kwamen tussen de 50.000 en 100.000 Burundezen om het leven. Voornamelijk Hutu-leiders en Hutu-intellectuelen werden vermoord, teneinde de Hutu's de komende jaren van hun leiders te beroven.
Op 1 november 1976 pleegde generaal Jean Baptiste Bagaza een geweldloze coup waarbij Micombero werd afgezet. Micombero vestigde zich in Somalië. Bagaza, een gematigde Tutsi, schafte de herendiensten die de Hutu's moesten verlenen af en voerde landhervormingen door. Aanvankelijk toonde Bagaza zich een gematigd dictator, doch de mensenrechtensituatie verslechterde ernstig in de jaren tachtig en de etnische spanningen namen toe. De Rooms-Katholieke Kerk voerde oppositie tegen het bewind en riep op tot democratisering en respect voor de mensenrechten. President Bagaza werd in 1987 op zijn beurt middels een staatsgreep afgezet.
De nieuwe president, Pierre Buyoya, voerde een beleid van verzoening. Daarnaast vond er een democratiseringsproces plaats. De relaties tussen kerk en staat werden verbeterd en hij hief het zelfgekozen isolement van Burundi op door contacten aan te knopen met het buitenland.
In 1992 schafte Buyoya het eenpartijstelsel van de UPRONA af en voerde een meerpartijenstelsel in. Bij de verkiezingen van juni 1993 werd Buyoya verslagen door Hutu-kandidaat Melchior Ndadaye (FRODEBU, Front voor Democratie in Burundi).
Bij de staatsgreep van 21 oktober 1993 werd deze Hutu-leider vermoord. De staatsgreep mislukte en in januari 1994 werd FRODEBU-politicus en Hutu Cyprien Ntaryamira president. Cyprien Ntaryamira kwam samen met de Rwandese president Juvénal Habyarimana in april 1994 om het leven toen hun vliegtuig neergeschoten werd. Sylvestre Ntibantunganya volgde Ntaryamira als president op. De maatregelen van Ntibantunganya om de positie van de Hutu's te versterken, leidden tot een opstand van Tutsi's en Hutu-tegenstanders van de president. In 1995 en 1996 woedde er een burgeroorlog.
Op 25 juli 1996 greep het leger de macht en Pierre Buyoya werd opnieuw president. De Hutu Pascal Firmin Ndimira werd premier. Buyoya probeerde de vrede te herstellen, wat hem slechts ten dele lukte. Eind 1996 vonden er weer slachtingen plaats. Bemiddeling leidde er echter toe dat de situatie enigszins verbeterde. In 1998 werd het ambt van premier afgeschaft.
Op 30 april 2003 werd de Hutu Domitien Ndayizeye (FROBEDU) president; hij bleef ruim twee jaar aan de macht. Op 4 juli 2005 werden historische parlementsverkiezingen gehouden, waarna het nieuwe parlement Pierre Nkurunziza tot president koos. Hij trad op 26 augustus van dat jaar in functie en werd in 2010 en 2015 herkozen. Onder het bewind van Nkurunziza werd homoseksualiteit in Burundi strafbaar gesteld; op 3 juli 2009 werd de eerste homoseksueel opgepakt naar aanleiding van zijn geaardheid. In 2019 werd de hoofdstad van Burundi terug verplaatst van Bujumbura naar het centraal gelegen Gitega, een stap die Nkurunziza al in 2007 had aangekondigd.
Na een presidentschap van 15 jaar besloot Nkurunziza bij de presidentsverkiezingen van 2020 niet meer mee te strijden. Tijdens de overgangsperiode na deze verkiezingen overleed hij onverwacht, waarna zijn partijgenoot Évariste Ndayishimiye, die de verkiezingen had gewonnen, twee maanden eerder dan gepland werd beëdigd. Het premierschap werd opnieuw ingevoerd; Alain-Guillaume Bunyoni werd door Ndayishimiye aangewezen als premier.

### Onderzoek naar genocide
In juni 2005 vroeg de Veiligheidsraad van de Verenigde Naties in resolutie 1606 om de oprichting van een Bijzondere Kamer binnen het rechtsstelsel van Burundi voor onderzoek naar de genocide en andere misdaden gepleegd gedurende de burgeroorlog die vanaf 1994 in Burundi woedde. Op 23 mei 2007 maakte Louise Arbour, hoge commissaris voor de Mensenrechten, in Burundi's toenmalige hoofdstad Bujumbura bekend dat Burundi en de VN overeenstemming hadden bereikt over de vorming van een tribunaal en van een waarheids- en verzoeningscommissie.
In november 2007 werd een overeenkomst tussen de VN en Burundi getekend die inhield dat er een stuurgroep van zes leden gevormd werd die de bevolking moest raadplegen over de vraag wat er ten aanzien van de in het verleden gepleegde misdrijven moest gebeuren. De stuurgroep moest bestaan uit twee leden namens de Verenigde Naties, twee namens de Burundese regering en twee namens Burundese maatschappelijke organisaties. De VN en Burundi hadden overeenstemming dat zowel het tribunaal als de waarheids- en verzoeningscommissie een gemengde samenstelling moesten krijgen: zowel Burundese als niet-Burundese leden.
Critici wijzen erop dat de commissie geen mandaat heeft om recentere mensenrechtenschendingen te onderzoeken die plaatsvonden onder het regime van president Pierre Nkurunziza.
Tot februari 2020 heeft de commissie ruim 4000 massagraven gevonden en meer dan 142.000 slachtoffers geïdentificeerd.

## Geografie

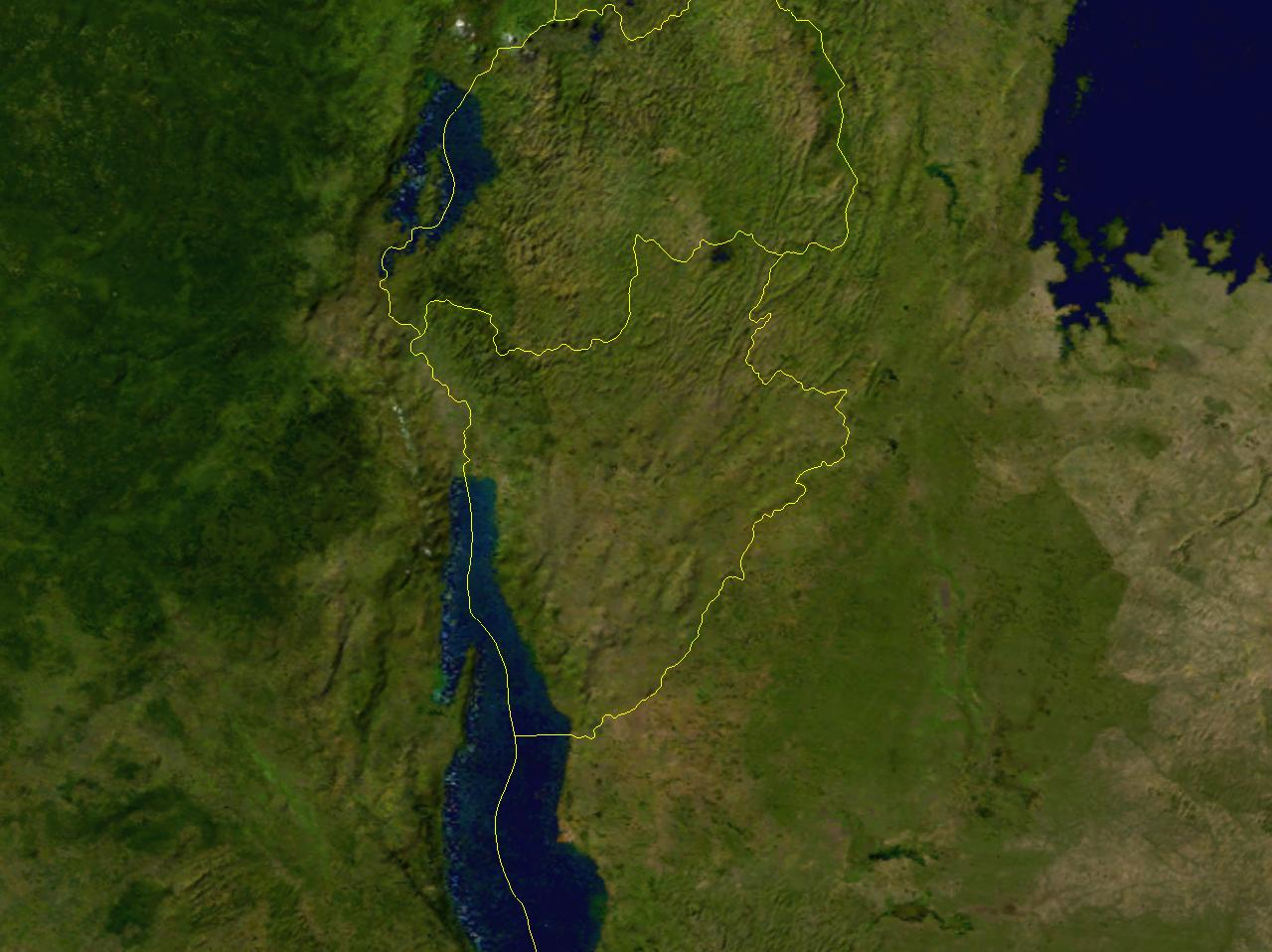
Satellietkaart van Burundi

- lengte landgrenzen: met Congo-Kinshasa 233 km, met Rwanda 290 km, met Tanzania 451 km
- kustlijn: het land is een binnenstaat
- laagste punt: Tanganyikameer (772 m)
- hoogste punt: mont Heha (2684 m)

### Grote steden
De tien grootste steden van Burundi waren bij de laatste volkstelling van 1990:
| Plaats    | Inwoners |
| --------- | -------- |
| Bujumbura | 235.440  |
| Gitega    | 20.708   |
| Bururi    | 15.816   |
| Ngozi     | 14.511   |
| Cibitoke  | 8.280    |
| Kayanza   | 6.881    |
| Muyinga   | 5.533    |
| Makamba   | 5.198    |
| Kirundo   | 5.181    |
| Karuzi    | 3.403    |

## Bestuurlijke indeling

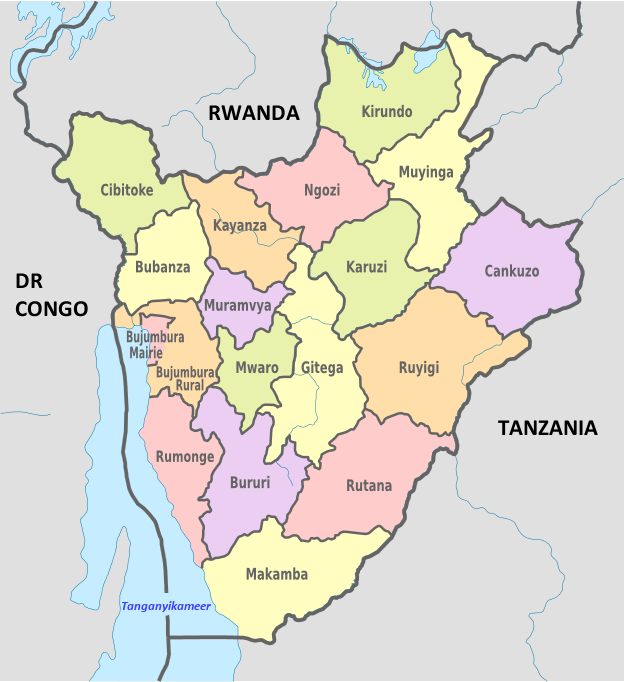
Provincies van Burundi

Burundi is staatkundig onderverdeeld in achttien provincies:
- Bubanza
- Bujumbura Mairie
- Bujumbura Rural
- Bururi
- Cankuzo
- Cibitoke
- Gitega
- Karuzi
- Kayanza
- Kirundo
- Makamba
- Muramvya
- Muyinga
- Mwaro
- Ngozi
- Rumonge
- Rutana
- Ruyigi

De provincies zijn verder onderverdeeld in gemeenten.

## Bevolking

### Etniciteit
De grootste etnische groepering zijn de Hutu (85%). Verder bevinden er zich Tutsi- (14%) en Twa-minderheden (1%) in Burundi.

### Religies
Rooms-katholiek 62,1%, protestants 23,9% (inclusief adventisten 2,3% en andere protestanten 21,6%), moslim 2,5%, andere 3,6%, niet gespecificeerd 7,9% (schatting 2008).

### Armoede
Volgens het Ontwikkelingsprogramma van de Verenigde Naties leeft 68,0% van de bevolking onder de armoedegrens.

## Staatsinrichting
- Staatshoofd: Évariste Ndayishimiye (CNDD-FDD), sinds 18 juni 2020 (zevenjarige termijn)
- Vicepresident: Prosper Bazombanza (UPRONA), sinds 23 juni 2020
- Regeringsleider: premier Gervais Ndirakobuca (CNDD-FDD), sinds 7 september 2022
- Minister van Buitenlandse Zaken en Internationale Samenwerking: Albert Shingiro, sinds 28 juni 2020
- Regering: 15 ministers, gevormd op 30 juni 2020
- Parlement: Nationale Assemblée (123 zetels, vijfjarige termijn) en Senaat (39 zetels, vijfjarige termijn)

### Partijen
- CNDD-FDD (Conseil National pour la défense de la démocratie - Forces pour la défence de la démocratie)
- FRODEBU (Front voor Democratie in Burundi)
- UPRONA (Unie voor Nationale Vooruitgang)
- MSD (Mouvement pour la Sécurité et la Démocratie) (deze partij is niet officieel erkend)

## Talen
Kirundi is de belangrijkste taal in het land en wordt gesproken door zowat alle etnische groepen. De taal is in grote mate wederzijds verstaanbaar met de Kinyarwanda uit buurland Rwanda. Als voormalig Belgisch mandaatgebied is ook Frans een belangrijke taal, vooral binnen de overheid.
Artikel 5 van de Grondwet specificeert Kirundi als nationale taal en geeft ook dat andere officiële talen per wet kunnen aangenomen worden. Frans is als officiële taal behouden sinds de onafhankelijkheid. Ook Swahili is een veelgebruikte handelstaal in het land, zij het zonder officiële erkenning.

## Onderwijs
Op de scholen (katholieke scholen en openbare scholen) wordt Kirundi (officiële taal), Frans, soms Engels en Swahili onderwezen.